# Svetli (Otrádnaya, Krasnodar)
Svetli (del ruso: Светлый) es un posiólok del raión de Otrádnaya del krai de Krasnodar, en Rusia. Está situado en una meseta al este del valle del río Urup, afluente del Kubán, 9 km al norte de Otrádnaya y 211 km al sureste de Krasnodar, la capital del krai. Tenía 210 habitantes en 2010.
Pertenece al municipio Blagodárnenskoye.

## Historia
La localidad fue fundada en 1931.